# عدوى الجهاز التنفسي العلوي

عدوى المجاري التنفسية العليا، هو مصطلح عام، يصف مجموعة من الأمراض التي تصيب الجزء العلوي من الجهاز التنفسي وتشمل الأنف، الجيوب الأنفية، الحنجرة، البلعوم، القصبة الهوائية والشعب الهوائية الكبرى. إن النموذج الأول من هذه الأمراض هو النزلة البردية، بالإضافة إلى التهاب الحلق، التهاب الجيوب الأنفية والتهاب الرغامى والقصبات (التهاب الرغامى والقصبات). يصيب مرض الأنفلونزا أيضا، الجزء العلوي من الجهاز التنفسي، ولكن هذا المرض هو مرض مجموعي (مرض شامل)،

## الأعراض والمسببات لعدوى المجاري التنفسية العليا
مسببات المرض (العوامل الأمراضية) (Pathogens) الرئيسية التي تسبب عدوى الجهاز التنفسي العلوي هي:
- الفيروسات: الفيروسة الأنفية (فيروس أنفي)، فيروس نظير الأنفلونزا (Parainfluenza)، الفيروسة المكللة (Coronaviruses) الفيروسة الغدانية (فيروسات غدانية)، الفيروس المخلوي التنفسي (Respiratory syncytial viru - RSV)، الفيروسة الكوكساكية (Coxsackievirus) والأنفلونزا (Influenza) التي تسبب الرشح.
- البكتيريا: البكتيريا العقدية (عقدية)، الخناق (Diphtheria)، المكورة البنية (Gonococcus)، المتدثرة (Chlamydia)، والمفطورة (Mycoplasma) وفي الماضي أيضا، بكتيريا الشاهوق (Pertussis).

يوجد العديد من الأعراض المشتركة لهذه الأمراض وهي:
- احتقان الأنف.
- العطس.
- ألم في الحلق.

تتيح الأعراض التالية بالإضافة إلى الأعراض المذكورة أعلاه التمييز بين الأمراض المختلفة، وتساعد في التعرف على مسبب المرض الخاص، مثلا:
- التهاب العيون - الفيروسة الغدانية.
- ظهور مفاجئ لالتهاب الحلق دون أعراض أخرى، وخاصة بعد التعرض لشخص اصيب بالتهاب الحلق، بواسطة جرثومة العقدية مع أعراض احمرار، الانصباب في الحلق وتضخم الغدد الليمفاوية في الرقبة، يشير إلى الإصابة ببكتيريا العقدية.
- الألم في جانب واحد من الجيوب الأنفية، في منطقة الأسنان العليا وفي الرأس، المصحوبة باحتقان شديد في الأنف، وخصوصا إذا ظهرت بعد نحو أسبوعين من الإصابة بالنزلة البردية، مع ظهور احمرار، حساسية تورم على الجيوب الأنفية - التهاب الجيوب الأنفية الحاد.
- سعال مع أو بدون بلغم، والمصحوب بصوت صفير عند التنفس لمدة اسبوع إلى ثلاثة أسابيع- التهاب الرغامى والقصبات (Tracheobronchitis).
- مرض مفاجئ يرافقه ارتفاع في درجة الحرارة، صداع، آلام في العضلات، سعال جاف، الضعف والإرهاق - الأنفلونزا الموسمية.

لعلامات العادية للنزلة البردية، في الفحص البدني، هي حمى ليست عالية جدا، صوت من الأنف، تهيج في الجلد حول الأنف مع وجود غشاء مخاطي ملتهب.

## أسباب وعوامل خطر تلوثات المجاري التنفسية العليا
تنتشر هذه الأمراض أكثر خلال شهور الشتاء، والافتراض ان سببها هو الكثافة العالية للناس في الاماكن المغلقة مع قلة التهوية وليس البرد، خلافا لما يعتقد. تتغير هذه الفيروسات كثيرا، لذلك يمكن الإصابة بها عدة مرات، بحيث ان الشخص البالغ قد يصاب بهذه العدوى من 2-4 مرات كل سنة. تنتقل مسببات الأمراض عن طريق الرذاذ المحمول جوا ضباب (Aerosol) والاتصال المباشر مع شخص مريض، ومن ثم الأنف أو العينين.
ومن عوامل الخطر الأكثر اهمية للإصابة بعدوى الجهاز التنفسي: رشح الحساسية، انسداد هيكلي في الجيوب الأنفية، الحاجز الأنفي المنحن، ضعف الجهاز المناعي، التعرض للكثير من الناس في المناطق الكثيفة وسوء النظافة الصحية.

## تشخيص تلوثات المجاري التنفسية العليا
يكفي، بصفة عامة، وصف الحالة من قبل المريض وفحص الطبيب البدني لتشخيص المرض، ولا حاجة للتشخيص الدقيق. اما في الحالات التي تتطلب تشخيصا محددا لسبب ما، فيمكن استخدام فحص مستنبت (Culture) الفيروسات أو البكتيريا، الكشف عن المضادات بواسطة فحص الدم أو البول، فحص ال (PCR)، أخذ عينة من الحلق وعلامات الالتهاب المختلفة. ان فحوصات التصوير المناسبة هي: تصوير الصدر، التصوير الاشعاعي للعنق والتصوير المقطعي المحوسب (CT).

## علاج تلوثات المجاري التنفسية العليا
العلاج في المقام الأول هو الراحة، للتسهيل على المريض في مقاومة المرض، على الرغم من انه لم يثبت ان الراحة تقصر مدة المرض. كذلك فان كثرة الشرب هي امر ضروري لخفض لزوجة الإفرازات، ولكن عند الاشخاص الذين لا ياكلون اثناء المرض، ينبغي الانتباه لمضاعفات الافراط في الشرب، والذي يؤدي لانخفاض تركيز الصوديوم في الدم (Hyponatremia).
توجد هنالك حاجة، في حالة الإصابة بالتهاب الحلق البكتيري أو بالتهاب بكتيري حاد اخر، لاعطاء علاج بالمضادات الحيوية، والذي لا يكون فعالا ضد الأمراض الفيروسية.
يوجد للمرض الفيروسي أو الجرثومي، الخفيف العديد من الادوية، التي تحتوي على مركبات مختلفة من العقاقير، مهمتها خفض الحرارة، تخفيف الالم، تقليل احتقان الأنف، توسيع الشعب الهوائية، المساعدة على النوم وتخفيف الالتهاب، لسوء الحظ، فان ايا من هذه العلاجات ليست عصا سحرية تزيل المرض تماما.
يساعد استخدام (جهاز البخار- الرذاذ) على التنفس ويقلل من الالم في الحلق.
لا يزال استعمال فيتامين «جـ» (C) للعلاج، مثيرا للجدل، فمن الواضح انه من اجل الحصول على نتيجة علاجية، من الضروري استخدام كميات كبيرة نسبيا من الفيتامين، وهذه الكمية قد تسبب الاسهال. استخدام الزنك بكميات كبيرة يؤدي إلى تقليل فترة المرض بمعدل يوم واحد، إلى جانب التسبب في طعم سيئ وغثيان عند كثير من المرضى.

## الوقاية من تلوثات المجاري التنفسية العليا
الوقاية بسيطة وتعتمد بالاساس على المحافظة على النظافة، غسل اليدين بكثرة، عزل المرضى وما شابه ذلك. يجب أخذ اللقاح ضد الأنفلونزا الموسمية كل سنة، بشكل مستقل في صناديق المرضى.